# シャドウ・リュウ
シャドウ・リュウ（1978年10月10日 - ）は、台湾・花蓮出身の女優。本名：劉 致妤（リュウ・ツーイー）。松竹芸能東京支社所属。旧芸名はテンテン。身長162cm。スリーサイズB88cm・W58cm・H88cm。

## 来歴・人物
台湾の俳優である、劉尚謙の長女として生まれる。満州族である。
兄（劉至翰、リュウ・ツーハン）と弟（孫沁岳）がいる。兄は俳優、弟はエイベックス台湾から歌手デビューしている。
子供の頃に自分に霊感があったとテレビで語っていた他、高校時代には交通事故に遭い、それが影響して死亡説が流れたことがある。
中学卒業と同時に台湾へ帰国してからは芸能界を離れ、現地の高校卒業後は自動車のリース会社で秘書として勤めていた。この事は日本テレビ系『あの人は今!?』でも取り上げられたが、2000年から台湾の芸能界に本格復帰し、ドラマやバラエティ番組などに出演。
台湾の高校では三年連続で日本語能力試験1級に合格するほど流暢な日本語を習得しており、公式ブログは自ら日本語で綴っている。

### 幽幻道士シリーズ
1986年、7歳の時に俳優である父の影響で映画『殭屍小子』に、ヒロインのテンテン役として主演。実兄の劉至翰もスイカ頭役として共演している。
当初、テンテン役は他の子役に決まっていたにもかかわらず、同作のオーディションへ参加した兄に同行した際、監督に大変気に入られその場でキャスト変更、主役に大抜擢されたというエピソードを持つ。
当作は日本で『キョンシーズ』のタイトルでビデオ発売され、また『幽幻道士』のタイトルでTBS系列で放送されると瞬く間に大ブレイクし、一躍時の人となった。続編やテレビシリーズ『来来!キョンシーズ』も次々とヒットした。
台湾では自分と凄く親しみのある目上の人物を“義理の父・母”と呼ぶ習慣があり、兄共々、同シリーズで共演したデブ隊長役の胖三（パン・サン）を義理の父としていた。

### 日本での活動
幽幻道士シリーズが完結すると、日本に活動の場を移した。
11歳の時に来日して横浜中華学院に入学し、日本語を習得。東京都板橋区立向原中学校に通いながら、テンテン名義でCDや写真集などをリリースした。
1993年から1994年にかけてはアイドルグループ「黒BUTAオールスターズ」に在籍し、テレビやラジオなどで活躍。
中学卒業と同時に台湾へ帰国し芸能界からも離れていたが、2000年に台湾の芸能界へ復帰したのを皮切りに、2003年にシャドウ・リュウと名を改めて日本の芸能界へもカムバックを果たし、日本のドラマや映画に出演。
2017年11月16日、日本テレビ系列『衝撃のアノ人に会ってみた!』にゲスト出演し、約10年ぶりに日本のファンの前へ姿を見せた。
2022年7月25日、日本テレビ系列『しゃべくり007』に、ナイツ土屋伸之の憧れの人としてVTR出演した。

## 主演・出演作品

### 映画
- 幽幻道士（1986年）
- 幽幻道士2（1987年）
- 幽幻道士3（1988年）
- 幽幻道士4（1988年）
- 新桃太郎（1988年）- 妖精マーヤ 役
- 霊幻少女 帰ってきたテンテン（1992年）
- 着信アリ2（2005年）- 王美鳳 役
- 氷室蓮司（2024年4月12日公開） - 楊愛玲 役[6]

（以下日本未公開）
- 老少五個半（1989年）
- 新十二生肖（中国語版）（1990年）

※邦題『燃えよテンテン 戦え！十二支の冒険』として全国ロードショーの予定だったが中止となり、静岡県や石川県の会館で日本語吹き替え版が上映されたのみである。

### ドラマ
- 来来!キョンシーズ（1988年　TBS）
- 銭湯の娘!?（2006年　MBS）- マリア 役
- リアルシスター（2007年　ミランカ）
- 上海タイフーン（2008年　NHK総合・BSハイビジョン）
- ＃ハッシュタグ (2018年2月13日 - 3月6日　TOKYO MX) - メイラン 役[7]

（以下日本未公開）
- 仙鯉奇縁（2000年）
- 絶世雙驕（2002年）
- 他是我兄弟（2014年）
- 智子之心（2018年）

### Vシネマ
- 東京NEO魔悲夜1（2008年）GPミュージアムソフト
- 東京NEO魔悲夜2（2009年）GPミュージアムソフト
- 東京NEO魔悲夜3（2009年）GPミュージアムソフト

## バラエティ
- あの人は今!?（日本テレビ）
- 愛ラブSMAP!（テレビ東京）
- 黒BUTA天国（テレビ東京）
- 田舎に泊まろう!（2008年3月2日、テレビ東京）
- 愛のエプロン3（2004年、テレビ朝日）
- ロンロバ!（2004年、TBS）
- しゃべくり007（2022年、日本テレビ）

## その他の作品

### CD
- ベートーベンだねRock'n'Roll（1991年8月10日） - テレビアニメ『21エモン』EDテーマ。
- 静かなシナリオ（1993年3月25日）
- 見つめていて（1994年2月25日）

黒BUTAオールスターズとして
- 誘ってみればいいじゃない～悪いけどサキにイクわ～（1994年1月26日）

### オリジナルビデオ
- Same Eyes テンテンプライベートホリデー（株式会社ウバール）

### 写真集
- Same Eyes TENTEN テンテン写真集（1993年6月、英知出版）

## CM
- サンスターDo(歯みがき粉)